# MicroMundos
O MicroMundos é um programa de computador utilizado para automação e controle de dispositivos robóticos.
Foi desenvolvido e é comercializado pela empresa canadense Logo Computer Systems, Inc. (LCSI), líder mundial em tecnologia educacional construtivista.
Ganhou o prêmio na categoria de "Pensamento/Lógica" da "1998 Practical Home Schooling Software Reader Awards".
No Brasil é bastante utilizado por escolas que oferecem educação tecnológica, uma vez que permite criar projetos utilizando as ferramentas do ambiente MicroMundos - Centro de Desenhos, Centro de Figuras, Tartarugas, Músicas e Sons - e comandos da linguagem de programação Logo, publicando-os na Internet.
Pode-se assim interagir com um projeto mesmo que não se disponha do programa. Para esse fim, é necessário instalar um plug-in, disponível apenas para os ambientes Mac OS e Microsoft Windows.
Pedagogicamente, a estrutura do programa possibilita a interação com o conhecimento dentro de uma perspectiva construtivista-interacionista, caracterizando-o como um software educacional metodologicamente adequado ao desenvolvimento de projetos pedagógicos abrangendo todas as áreas do currículo escolar.

## Características
Este software apresenta características de um sistema de autoria orientado a objetos, aliado à linguagem Logo. É um sistema aberto, de interface amigável e fácil interação e sua principal característica é a de possibilitar ao usuário resolver situações-problema e desafios em um ambiente de construção de projetos multimídia. Os projetos em MicroMundos têm capacidades de animação digital interativas que permitem a produção de conteúdo dinâmico para a Internet. Encontra-se disponível em Inglês, Espanhol e Português.

## Configuração
A configuração mínima sugerida para o programa é um microcomputador PC 486 DX 66, com 8 Mb de memória RAM, 48 Mb de espaço livre em disco rígido, kit multimídia, sistema operacional Microsoft Windows, com versão para rede.